# Dolînivka, Bolgrad
Dolînivka (în ucraineană Долинівка, în germană Gnadental)este un sat în comuna Pavlivka din raionul Bolgrad, regiunea Odesa, Ucraina. Satul a fost locuit de germanii basarabeni.

## Demografie
Componența lingvistică a comunei Dolînivka
     Rusă (79,36%)
     Ucraineană (17,04%)
     Bulgară (2,13%)
     Română (1,33%)
Conform recensământului din 2001, majoritatea populației comunei Dolînivka era vorbitoare de rusă (79,36%), existând în minoritate și vorbitori de ucraineană (17,04%), bulgară (2,13%) și română (1,33%).